# ヘンリー・ルース
ヘンリー・ロビンソン・ルース（Henry Robinson Luce、1898年4月3日 - 1967年2月28日）は、アメリカ合衆国の雑誌編集者・出版者である。「当時のアメリカで最も影響力のある民間人」と呼ばれたアメリカの雑誌界の大物である。
彼は、タイム社を設立し、『タイム』『ライフ』『フォーチュン』『スポーツ・イラストレイテッド』を創刊し、それらの編集を指揮した。彼が創刊した雑誌は、ジャーナリズムとアメリカ人の読書習慣を変えた。また、タイム社は『タイム』誌に関連したラジオ番組やニュース映画を制作し、世界初のマルチメディア企業となった。1941年には、彼はアメリカが世界の覇権を握ることを想定し、20世紀を「アメリカの世紀」と宣言した。

## 若年期
ルースは、1898年4月3日に長老派の宣教師だった父ヘンリー・ウィンターズ・ルースと母エリザベスの息子として生まれた。両親は1897年に宣教師として清国に渡り、翌年に、山東省登州府蓬莱県で活動中にヘンリーが生まれた。父は中国に合計31年間留まり、後に斉魯大学（山東基督教共和大学）や燕京大学の副学長を務めた。
10歳の時、中国内陸伝道教会（現在の国際福音宣教会）が設立した寄宿学校・芝罘学校に入学した。

## キャリア

### 初期のキャリア
15歳の時、アメリカに留学してコネチカット州のホチキス・スクールに通い、学校内の月刊誌『ホチキス・リテラリー』の編集を担当した。ここで、生涯のパートナーとなるブリトン・ハデンと初めて出会った。当時、ハデンが学校新聞の編集長、ルースが編集長補佐を務めていた。2人はイェール大学に進学し、学生新聞『イェール・デイリー・ニュース』の、ハデンは会長を、ルースは編集長を務めた。ルースはフラタニティ組織アルファ・デルタ・ファイと秘密結社スカル・アンド・ボーンズのメンバーでもあった。1920年にイェール大学を卒業し、ハデンと別れてオックスフォード大学で1年間歴史を研究した後、『シカゴ・デイリーニュース』紙の見習い記者となった。1921年12月、ルースはハデンと再会し、『ボルチモア・ニュース・アメリカン』紙で働くことになった。

### タイム社
1922年、当時23歳だったルースとハデンは、ニュース雑誌のコンセプトについて毎晩議論したことがきっかけで、今の仕事を辞めてニュース雑誌を創刊することにした。その年の後半、ロバート・リヴィングストン・ジョンソンと、もう一人のイェール大学の同級生とパートナーを組み、ニューヨークでタイム社（Time Inc.）を設立した。10万ドルの目標のうち8万6千ドルを集め、1923年3月3日に『タイム』誌の創刊号を発行した。ルースはビジネスマネージャーを務め、ハデンが編集長を務めた。ルースとハデンは社長と会計秘書を毎年交互に務め、ジョンソンは副社長と広告部長を務めた。
1925年、ハデンがヨーロッパを訪問中に、ルースは本社をニューヨークからクリーブランドに移転することを決めた。クリーブランドの方が物価が安く、ルースの最初の妻ライラがニューヨークを離れたがっていた。ハデンが帰国したとき、彼は愕然とし、本社をニューヨークに戻した。1929年にハデンが急死し、ルースがハデンの職を継いだ。
ルースは1930年2月にビジネス雑誌『フォーチュン』を創刊し、1936年11月には『ライフ』を買収してフォトジャーナリズムの週刊誌として再創刊した。彼はまた、ラジオ番組やニュース映画のシリーズ『マーチ・オブ・ザ・タイム』を制作した。1960年代半ばまでには、タイム社は世界で最大かつ最も権威のある雑誌出版社となっていた（1930年代に『フォーチュン』誌のスタッフだったドワイト・マクドナルドは、イタリアの独裁者ベニート・ムッソリーニのことを「イル・ドゥーチェ」（Il Duce）と呼ぶのを真似て、ルースのことを「イル・ルーチェ」（Il Luce）と呼んでいた）。
フランクリン・D・ルーズベルト大統領は、ほとんどの出版社が自分に反対していることを認識していたため、1943年に、全ての出版社とメディアの幹部に対し戦闘地域を訪問することを禁止する命令を出した。ルーズベルトはジョージ・マーシャル将軍にその命令の施行を担わせた。その命令の主なターゲットは、ルーズベルトに長い間反対していたルースであった。歴史家のアラン・ブリンクリーは、もしルースが戦闘地域の訪問を許可されていたら、彼は世界中のアメリカ軍を熱狂的に応援していただろうとして、この動きは「間違っていた」と主張している。しかし、ニューヨークで足止めを食らったルースのフラストレーションと怒りは、あからさまな党派性を以て表現された。ルースは1944年に、編集長のT・S・マシューズの支持を得てウィテカー・チェンバースを外国報の臨時編集長に任命したが、チェンバースは現場の記者との確執を抱えていた。
1964年までタイム社の全ての出版物の編集主幹を務めたルースは、共和党の有力なメンバーとしての地位を維持した。反共主義的な感情を持ち、共産主義との戦いという名目で『タイム』を利用し、右翼の独裁者を支持した。いわゆる「チャイナ・ロビー」の後ろ盾となった人物であり、中国国民党の指導者である蔣介石とその妻である宋美齢による対日戦争を支持するようにアメリカの外交政策や国民感情を舵取りする上で大きな役割を果たした（『タイム』誌の表紙には、1927年から1955年までの間に11回、蔣介石と宋美齢が登場している）。
共和党政権で国務長官になるという野心を抱いていたルースは、1941年に『ライフ』誌に「アメリカの世紀」と呼ばれる有名な記事を執筆し、20世紀の残りの期間とそれ以降のアメリカの外交政策の役割を定義した。

## 私生活

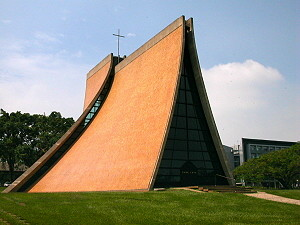
台湾・台中市の東海大学にある路思義教堂

ルースは、イェール大学在学中の1919年に、最初の妻となるライラ・ホッツ（Lila Hotz）と出会った。2人は1923年に結婚し、ピーター・ポールとヘンリー・ルース3世という2人の子供をもうけたが、1935年に離婚した。1935年に2番目の妻クレア・ブースと結婚した。クレアには11歳の娘アン・クレアがいたが、彼は自分の子供として育てた。
ルースはセーブ・ザ・チルドレンUSA、メトロポリタン美術館、United Service to China, Inc.など多くの慈善活動を支援した。
ルースは1967年にアリゾナ州フェニックスで死去した。死去の時点で、タイム社の株式を1億ドル分保有していたとされる。遺産の大半はヘンリー・ルース財団に寄付され、息子のヘンリー3世が同財団の会長兼CEOを長年務めた。遺体は、サウスカロライナ州のメプキン修道院墓地に埋葬されている。
台湾・台中市の東海大学のキャンパスにある路思義教堂（ルース礼拝堂）は、ヘンリー・ルースが父のヘンリー・W・ルースを追悼するために出資して建てられたもので、I・M・ペイによって設計された。
イェール大学のヘンリー・R・ルース・ホールは、ヘンリー・ルース財団によって建てられたもので、マクミラン国際・地域研究センターの本拠地となっている。